# Важка атлетика на літніх Олімпійських іграх 2008
Змагання з важкої атлетики на літніх Олімпійських іграх 2008 у Пекіні проходили з 9 по 19 серпня в Палаці спорту Пекінського авіаційно-космічного університету.

## Дисципліни

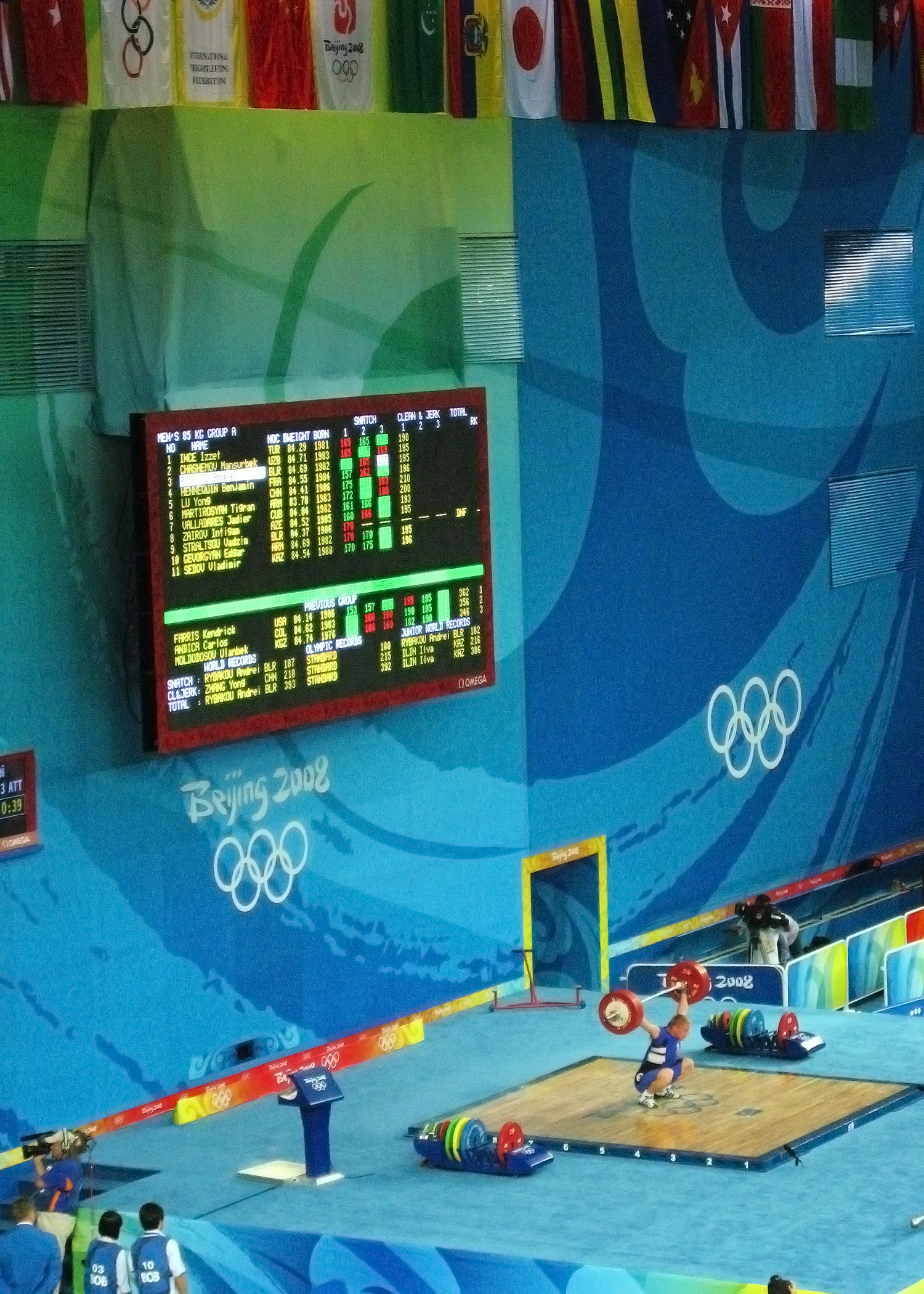
Змагання в категорії до 85 кг серед чоловіків 15 серпня.

Загалом розіграно 15 комплектів нагород у таких дисциплінах:
| - 56 кг чоловіки - 62 кг чоловіки - 69 кг чоловіки - 77 кг чоловіки - 85 кг чоловіки - 94 кг чоловіки - 105 кг чоловіки - +105 кг чоловіки |  | - 48 кг жінки - 53 кг жінки - 58 кг жінки - 63 кг жінки - 69 кг жінки - 75 кг жінки - +75 кг жінки |

## Медалі

### Чоловіки
| Дисципліни | Золото                                | Срібло                                 | Бронза                                |
| ---------- | ------------------------------------- | -------------------------------------- | ------------------------------------- |
| 56 кг      | Лун Цінцюань · Китай                  | Хоанг Ан Туан · В'єтнам                | Еко Іраван · Індонезія                |
| 62 кг      | Чжан Сянсян · Китай                   | Дієго Фернандо Салазар · Колумбія      | Тріятно · Індонезія                   |
| 69 кг      | Liao Hui · Китай                      | Ванслас Дабая · Франція                | Tigran G. Martirosyan · Вірменія      |
| 77 кг      | Са Че Хьок · Південна Корея           | Лі Хунлі · Китай                       | Ґеворґ Давтян · Вірменія              |
| 85 кг      | Лу Юн · Китай                         | Рибаков Андрій Анатолійович · Білорусь | Tigran V. Martirosyan · Вірменія      |
| 94 кг      | Ільїн Ілля Олександрович · Казахстан  | Шимон Колецький · Польща               | Аккаєв Хаджимурат Магомедович · Росія |
| 105 кг     | Арямнов Андрій Миколайович · Білорусь | Клоков Дмитро В'ячеславович · Росія    | Лапиков Дмитро Валентинович · Росія   |
| +105 кг    | Маттіас Штайнер · Німеччина           | Чігішев Євген Олександрович · Росія    | Вікторс Щербатихс · Латвія            |

### Жінки
| Дисципліни | Золото                                    | Срібло                               | Бронза                                      |
| ---------- | ----------------------------------------- | ------------------------------------ | ------------------------------------------- |
| 48 кг      | Чень Сєся · Китай                         | Сібел Езкан · Туреччина              | Чень Вейлін · Китайський Тайбей             |
| 53 кг      | Прапаваді Джароенраттанатаракун · Тайланд | Юн Чін Хі · Південна Корея           | Новікова Анастасія Олександрівна · Білорусь |
| 58 кг      | Чень Ян'ін · Китай                        | Шаїнова Марина Володимирівна · Росія | О Чон Е · КНДР                              |
| 63 кг      | Пак Хьон Сук · КНДР                       | Некрасова Ірина · Казахстан          | Лу Інчі · Китайський Тайбей                 |
| 69 кг      | Лю Чуньхун · Китай                        | Сливенко Оксана Миколаївна · Росія   | Давидова Наталія Анатоліївна · Україна      |
| 75 кг      | Цао Лей · Китай                           | Важеніна Алла Іванівна · Казахстан   | Євстюхіна Надія Олександрівна · Росія       |
| +75 кг     | Чан Мі Ран · Південна Корея               | Коробка Ольга Василівна · Україна    | Грабовецька Марія Олександрівна · Казахстан |

### Медальний залік
| Місце | Країна                  | Золото | Срібло | Бронза | Загалом |
| ----- | ----------------------- | ------ | ------ | ------ | ------- |
| 1     | Китай (CHN)             | 8      | 1      | 0      | 9       |
| 2     | Південна Корея (KOR)    | 2      | 1      | 0      | 3       |
| 3     | Казахстан (KAZ)         | 1      | 2      | 1      | 4       |
| 4     | Білорусь (BLR)          | 1      | 1      | 1      | 3       |
| 5     | Північна Корея (PRK)    | 1      | 0      | 1      | 2       |
| 6     | Німеччина (GER)         | 1      | 0      | 0      | 1       |
| 6     | Таїланд (THA)           | 1      | 0      | 0      | 1       |
| 8     | Росія (RUS)             | 0      | 4      | 3      | 7       |
| 9     | Україна (UKR)           | 0      | 1      | 1      | 2       |
| 10    | Колумбія (COL)          | 0      | 1      | 0      | 1       |
| 10    | Франція (FRA)           | 0      | 1      | 0      | 1       |
| 10    | Польща (POL)            | 0      | 1      | 0      | 1       |
| 10    | Туреччина (TUR)         | 0      | 1      | 0      | 1       |
| 10    | В'єтнам (VIE)           | 0      | 1      | 0      | 1       |
| 15    | Вірменія (ARM)          | 0      | 0      | 3      | 3       |
| 16    | Китайський Тайбей (TPE) | 0      | 0      | 2      | 2       |
| 16    | Індонезія (INA)         | 0      | 0      | 2      | 2       |
| 18    | Латвія (LAT)            | 0      | 0      | 1      | 1       |
| Total | Total                   | 15     | 15     | 15     | 45      |

### Учасники
Загалом у змаганнях взяло участь 255 атлетів з 84-х країн:
| - Албанія (3) - Алжир (1) - Аргентина (1) - Вірменія (6) - Австралія (2) - Азербайджан (5) - Білорусь (10) - Бельгія (1) - Болівія (1) - Бразилія (1) - Камерун (1) - Канада (5) - Чилі (1) - Китай (10) - Китайський Тайбей (5) - Колумбія (9) - Острови Кука (1) - Куба (6) - Кіпр (1) - Чехія (1) - Домініканська Республіка (2) - Еквадор (2) - Єгипет (5) - Сальвадор (1) - Федеративні Штати Мікронезії (1) - Фіджі (1) - Фінляндія (1) - Франція (4) | - Грузія (3) - Німеччина (5) - Велика Британія (1) - Греція (4) - Гватемала (1) - Угорщина (1) - Індонезія (5) - Іран (3) - Італія (4) - Японія (6) - Казахстан (9) - Кірибаті (1) - Киргизстан (1) - Латвія (1) - Литва (1) - Малайзія (1) - Маврикій (1) - Мексика (2) - Молдова (5) - Монако (1) - Монголія (1) - Науру (1) - Непал (1) - Нова Зеландія (2) - Нікарагуа (1) - Нігерія (3) - Північна Корея (7) - Норвегія (1) | - Папуа Нова Гвінея (1) - Перу (1) - Філіппіни (1) - Польща (10) - Пуерто-Рико (1) - Румунія (5) - Росія (10) - Самоа (1) - Сейшельські Острови (1) - Словаччина (2) - Соломонові Острови (1) - ПАР (1) - Південна Корея (9) - Іспанія (2) - Шрі-Ланка (1) - Сирія (1) - Таджикистан (1) - Таїланд (7) - Тонга (1) - Туніс (2) - Туреччина (6) - Туркменістан (2) - Тувалу (1) - Україна (9) - США (6) - Узбекистан (2) - Венесуела (7) - В'єтнам (2) |